# Delmas (rederij)

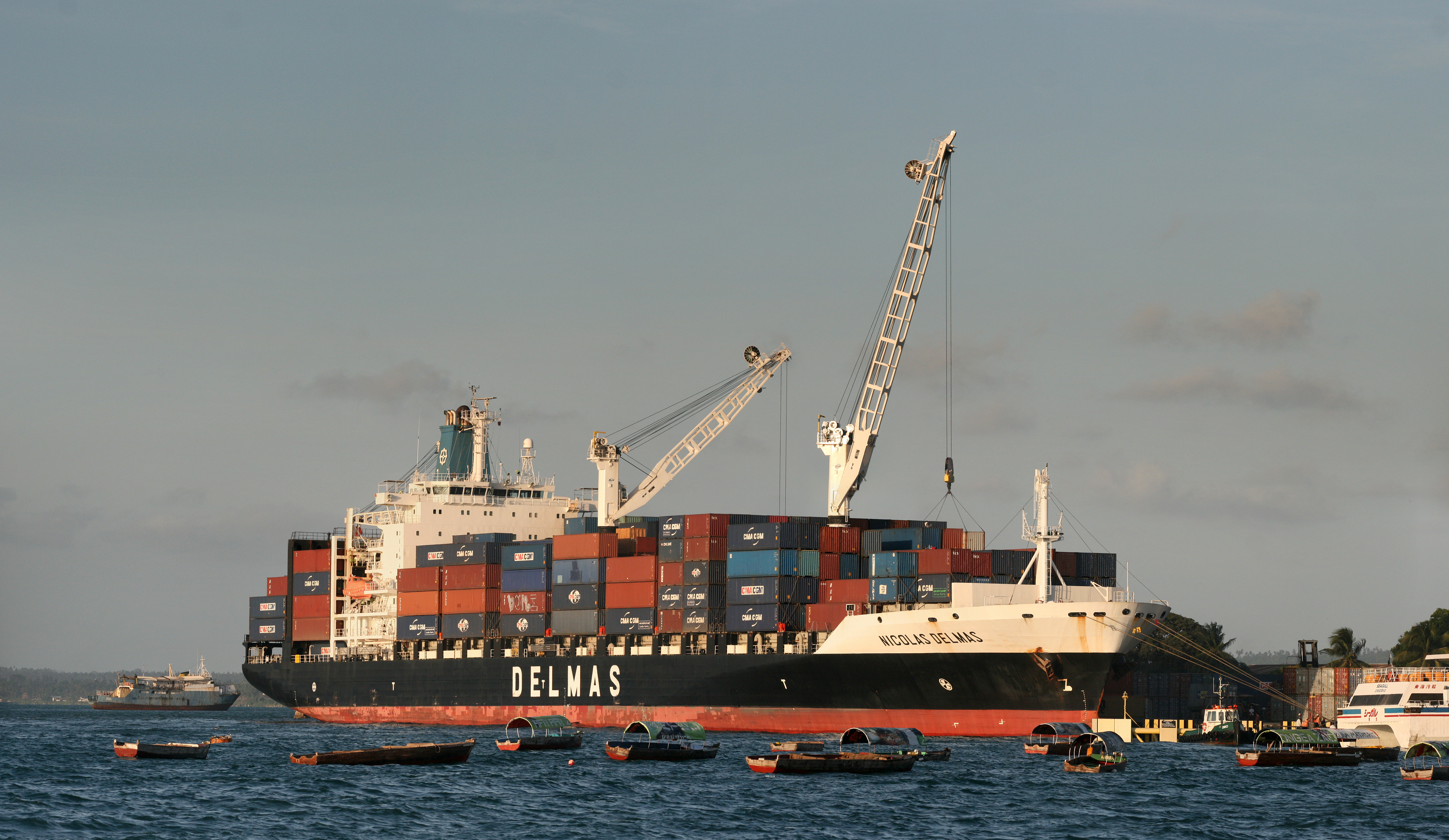
Een containerschip van Delmas laadt vracht uit in de haven van Zanzibar.

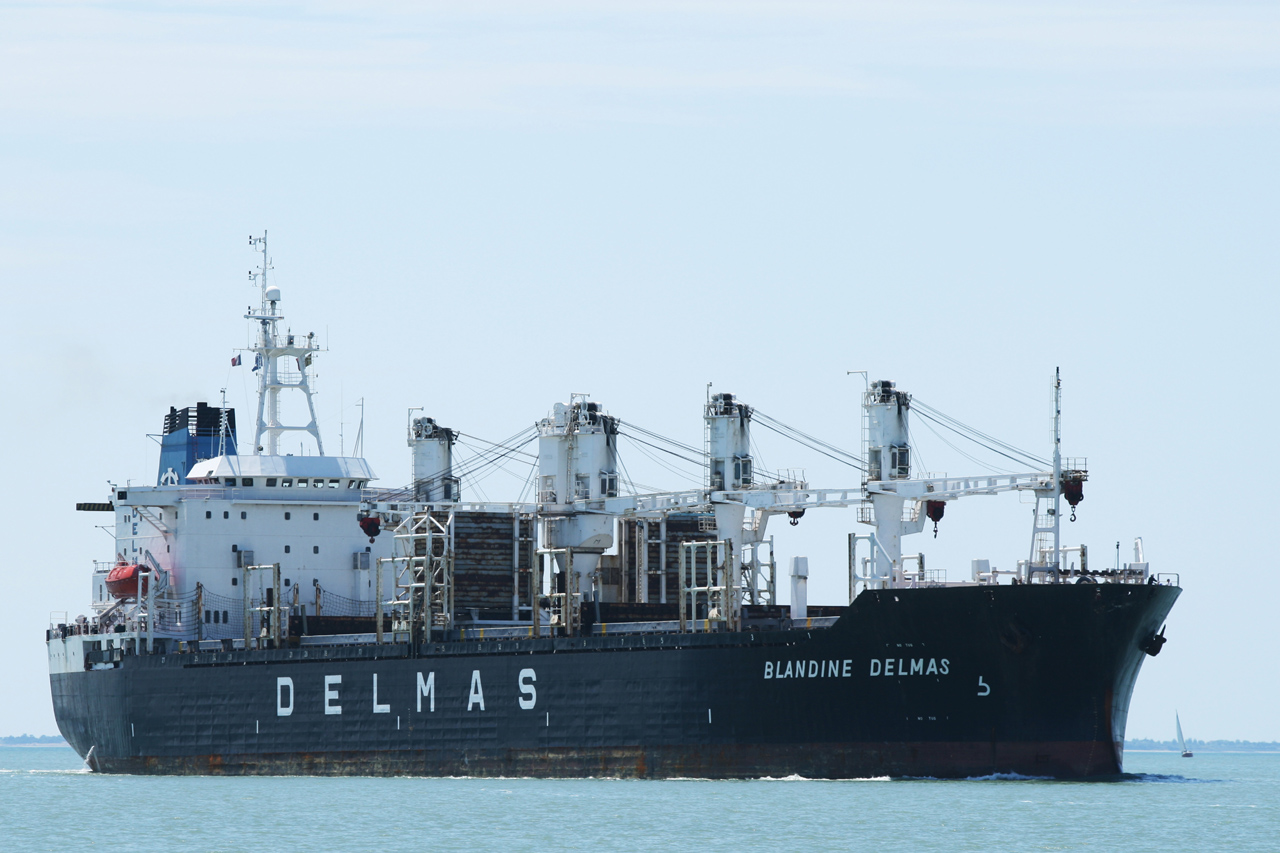
Blandine Delmas

Delmas was een rederij met als uitvalbasis Le Havre in Frankrijk. Het was gespecialiseerd in het transport met container- en ro-ro-schepen met een sterke marktpositie tussen Afrika en West-Europa.
De rederij maakt deel uit van de CMA CGM groep sinds het in 2005 door de Bolloré Group werd verkocht voor 470 miljoen euro. Het bedrijf had 49 schepen en was actief op verschillende routes tussen Europa, Afrika en de Indische Oceaan.

## Geschiedenis
Delmas Freres werd in 1867 gesticht om steenkool en andere bulkmaterialen te verschepen uit de haven La Rochelle. In 1910 kreeg het bedrijf een nieuwe naam: Delmas Vieljeaux. Het werd genoemd naar zijn voorzitter, gezamenlijke eigenaar en burgemeester van La Rochelle, Leonce Vieljeux.
De eerste scheepswerf werd geopend in 1922. De internationale handel begon in 1925 met de import van Mahoniehout uit de Gabon. Dit hout werd gebruikt in kisten voor de opslag van boter en kaas. Na de Tweede Wereldoorlog verplaatste het bedrijf zijn zetel naar Le Havre, waarna het zich begon te specialiseren in de handel tussen Europa en Afrika.
Door een vijandige overname kwam Delmas-Vieljeux in 1996 in handen van de Bolloré Group. De twee bedrijven waren rivalen en Bolloré had de intentie om alleen een minderheidsbelang te kopen, maar werd uiteindelijk gedwongen een bod te doen op alle aandelen. Na de overname bleek Delmas-Vieljeux veel meer schulden te hebben dan verwacht, er volgden herstructureringen waardoor het marktaandeel daalde en 140 personeelsleden werden ontslagen.
In september 2005 werd een koopovereenkomst gesloten. Delmas, inclusief een aandelenbelang van 50% in SudCargos, wordt voor 470 miljoen euro overgenomen door CMA CGM. Delmas had toen een vloot van 49 schepen en 140.000 containers. In 2004 vervoerde het ongeveer 520.000 containers van 20 voet. De verkoop werd ondersteund door het personeel van het bedrijf nadat CMA CGM akkoord ging met een deal waarbij de zetel in Le Havre bleef en waarbij niemand zou worden ontslagen. In december 2005 gaf de Europese Commissie toestemming en werd de overname een feit.
In februari 2010 kwam Delmas in een slecht daglicht te staan door hun betrokkenheid bij het verschepen van illegaal hout uit Madagaskar.
De naam Delmas verdween op 1 maart 2016 toen alle diensten verder zijn gegaan onder de CMA CMG naam.